# Koninklijke Hoogheid
Het predicaat Koninklijke Hoogheid wordt gebruikt om zonen en dochters van koningen en leden van koninklijke families aan te spreken. Het predicaat is in een aantal landen in de wet geregeld. Elders gebeurt dat in het gewoonterecht.
In het verleden gebruikten alleen de machtigste vorsten de titel Majesteit, kleinere potentaten gebruikten, ook als regerende koningen, de aanspreektitel Hoogheid of Koninklijke Hoogheid. De enige regerende koningin die niet als Majesteit wordt aangeduid is de koningin der Schotten. Dat gebruik werd in ere hersteld toen de Britse vorstin Elizabeth II het Schots Parlement opende. Lange tijd was in het katholieke Europa bepalend welke aanhef de pausen in hun brieven aan de regerende vorsten gebruikten. De Oranjes, erfstadhouders van de Nederlanden werden door taaie onderhandelingen opgewaardeerd van Excellentie tot Hoogheid. De term Koninklijke Hoogheid kwam voor de prinsen met de Nederlandse kroon in 1814. Koning Willem I werd Majesteit.
Koningin Victoria van het Verenigd Koninkrijk hechtte niet aan de titel van hertog, "Ieder van mijn onderdanen kan een hertog zijn en veel van hen zijn dat ook" sprak zij toen ze een van de prinsen uit haar huis, zij het met tegenzin, een Britse dynastieke titel toekende. Een prins en een Koninklijke Hoogheid te zijn, dat was in haar ogen exclusiever. De Britse koninklijke hertogen worden dan ook als Koninklijke Hoogheden en worden niet als Uwe Genade (Engels: Your Grace) aangesproken.
De aanspreektitel werd en wordt niet alleen in koninklijke geslachten gebruikt. Ook de Luxemburgse groothertog en de titulair groothertog van Baden zijn Koninklijke Hoogheden.
Omdat een vrouw de stand van haar man volgt is een echtgenote van een Koninklijke Hoogheid in het protocol en in de etiquette Hare Koninklijke Hoogheid. Een uitzondering werd gemaakt voor de echtgenote van de hertog van Windsor. De hertogin van Windsor mocht de titel niet voeren, ook al was dat in strijd met de gebruiken en regels van het Britse koningshuis. Koning George VI van het Verenigd Koninkrijk accepteerde de voormalige Wallis Simpson niet in zijn familiekring. De hertog die zich vrijwillig in Parijs terugtrok kondigde zijn vrouw in gezelschap desondanks aan als Her Royal Highness. Diana Spencer, prinses van Wales,  verloor bij haar echtscheiding het recht zich Her Royal Highness te laten noemen. Dat gebeurde op grond van een "letter patent" van 21 augustus 1996. Ook de gescheiden hertogin van York mag zich geen Koninklijke Hoogheid meer laten noemen.
De titel wordt in de Nederlandse taal afgekort tot Z.K.H. of H.K.H. het meervoud, Hunne Koninklijke Hoogheden, wordt afgekort als H.H.K.K.H.H. de Prins en Prinses van....
De leden van het huis Habsburg zijn Keizerlijke en Koninklijke Hoogheid, Z.K.K.H. of H.K.K.H. Het meervoud, Hunne Keizerlijke en Koninklijke Hoogheden, wordt afgekort als H.H.K.K.K.K.H.H. Aartshertog en Aartshertogin ....